# Frans Gustaf Möller
Frans Gustaf Möller, född 8 februari 1812 i Hedvig Eleonora församling, Stockholm, död 6 augusti 1866 i Stockholm, var en svensk valthornist vid Kungliga Hovkapellet i Stockholm. 

## Biografi
Frans Gustaf Möller föddes 8 februari 1812 i Hedvig Eleonora församling, Stockholm. Han var son till trumpetaren Johan David Müller och Cathrina Margreta Blomgren. Han anställdes 1 augusti 1841 som valthornist vid Kungliga Hovkapellet i Stockholm. Möller gifte sig 1852 med Anna Sofia Hafström. Möller avled 6 augusti 1866 i Stockholm.